# Сысоево-Александровское
Сысо́ево-Алекса́ндровское — село в Сальском районе Ростовской области.
Входит в состав Кручёно-Балковского сельского поселения.

## География
Село расположено по правому берегу реки Средний Егорлык в 24 км к юго-западу от Сальска.

### Улицы
- ул. Восточная,
- ул. Западная,
- ул. Молодёжная,
- ул. Северная,
- ул. Южная.

## История
Основано в 1834 году на земле, принадлежавшей ранее помещику Сысоеву, как деревня Александровская (Сысоевка). В деревне имелось 60 дворов, число жителей составляло 200 душ мужского и 170 женского пола, имелась водяная мельница, один хлебный общественный магазин и один питейный дом.  Позже деревня стала называться селом Сысоево-Александровским. В 1879 году была построена деревянная церковь в честь св. Николая Чудотворца.  В 1889 году была открыта церковно-приходская школа. В 1897 году в селе имелись 1 мануфактурная лавка, 1 мелочная, 5 ветряных мельниц и 1 маслобойня. По посемейным спискам проживало 412 душ мужского пола и 440 женского пола, иногородних проживало 22 души мужского и 30 женского пола. Коренные жители села и  иногородние великороссы из Воронежской, Пензенской, Харьковской, Рязанской и Тульской губерний России.
Село Сысоево-Александровское по административному делению входило в состав Воронцовской волости Медвеженского уезда Ставропольской губернии. После установления Советской власти в 1917 году, происходили многочисленные изменения в административно-территориальном устройстве. С июня 1924 года село Сысоево-Александровское вошло в состав Воронцово-Николаевского района Сальского округа Северо-Кавказского края, одновременно село являлось центром Сысоево-Александровского сельсовета. В период проведения сплошной коллективизации в 1931 году на территории Сысоево-Александровского сельсовета было организовано: коммуна «Хлебороб» и три сельскохозяйственных артели «Волна революции», «Новый путь» и «Наука и труд». В 1934 году Сысоево-Александровский сельсовет входил в состав Сальского района Азово-Черноморского края, а с 1937 года после разделения края на Краснодарский край и Ростовскую область, сельсовет был включён в состав Сальского района Ростовской области. В 1960-х г.г. в ходе реформ, Сысоево-Александровский сельсовет был упразднён, а село было включено в состав Кручено-Балковского сельсовета Сальского района. Кроме этого, на территории этого сельсовета осталось одно укрупнённое сельскохозяйственное предприятие колхоз «Ленинец».

## Население
Динамика численности населения
| 1909  | 1926  |
| ----- | ----- |
| 1 297 | 1 483 |

| 1897 | 1911  | 2010 |
| ---- | ----- | ---- |
| 852  | ↗1314 | ↘643 |

## Известные уроженцы села
- Калачев, Павел Иванович;
- Труфанова, Прасковья Тихоновна.